# Team Idea 2010 ASD
Team Idea 2010 ASD is een Italiaanse wielerploeg. De ploeg bestaat sinds 2012. Team Idea 2010 ASD komt sinds de oprichting, behalve in het seizoen 2013, uit in de continentale circuits van de UCI. De manager is Marco Cannone.

## Bekende (oud-)renners
- Christian Delle Stelle (2014)
- Luca Dodi (2012)
- Marco Frapporti (2012)
- Andrea Palini (2012)
- Francesco Reda (2015-)
- Davide Viganò (2015-)

## Seizoen 2015

### Renners
| Naam                 | Geboortedatum    | Nationaliteit | Ploeg 2014             |
| -------------------- | ---------------- | ------------- | ---------------------- |
| Luca Capelli         | 14 april 1994    | Italië        |                        |
| Maurizio Damiano     | 13 maart 1992    | Italië        |                        |
| Marc Christian Garby | 2 juni 1991      | Denemarken    | Christina Watches-Kuma |
| Matteo Malucelli     | 20 oktober 1993  | Italië        |                        |
| Alessandro Mariani   | 1 mei 1996       | Italië        |                        |
| Giacomo Peretto      | 27 januari 1996  | Italië        |                        |
| Alessandro Pettiti   | 1 april 1990     | Italië        |                        |
| Francesco Reda       | 19 november 1982 | Italië        | dopingschorsing        |
| Matteo Spreafico     | 15 februari 1993 | Italië        |                        |
| Marco Tizza          | 26 februari 1996 | Italië        |                        |
| Manuel Todaro        | 1 juli 1996      | Italië        |                        |
| Mirko Torta          | 11 maart 1995    | Italië        |                        |
| Davide Viganò        | 12 juni 1984     | Italië        | Caja Rural-Seguros RGA |

## Seizoen 2014

### Renners
| Naam                   | Geboortedatum     | Nationaliteit | Ploeg 2013                |
| ---------------------- | ----------------- | ------------- | ------------------------- |
| Davide Bellerini       | 21 september 1994 | Italië        |                           |
| Simone Carantoni       | 8 juni 1994       | Italië        |                           |
| Matteo Collodel        | 27 augustus 1988  | Italië        |                           |
| Christian Delle Stelle | 4 februari 1989   | Italië        | Bardiani Valvole-CSF Inox |
| Fabio Gadda            | 15 september 1993 | Italië        |                           |
| Daniele Mossini        | 20 mei 1994       | Italië        |                           |
| Simone Nespoli         | 8 maart 1995      | Italië        |                           |
| Alessandro Pettiti     | 1 april 1990      | Italië        |                           |
| Ricardo Pichetta       | 21 april 1987     | Italië        |                           |
| Matteo Spreafico       | 15 februari 1993  | Italië        |                           |
| Mirko Tedeschi         | 17 december 1987  | Italië        |                           |

### Overwinningen
GP Izola
Winnaar: Christian Delle Stelle
Internationale Wielerweek
Bergklassement: Mirko Tedeschi
Giro della Regione Friuli Venezia Giulia
2e etappe: Ricardo Pichetta